# وقوع الخطأ من البداية
وقوع الخطأ من البداية: تراثنا التقدمي من هربرت سبنسر (Herbert Spencer)، وجون ديوي (John Dewey)، وجان بياجيه (Jean Piaget) يتلخص في كتاب عام 2002 الذي كتبه كيران إجان (Kieran Egan) ينتقد فيه أسس التقدمي التقليدي للتربية الحديثة في العالم الغربي. فنجد أن إيغان (Egan) يركز في المقام الأول على أعمال هربرت سبنسر، وجون ديوي، وجان بياجيه باعتبارها المصادر الأكثر تأثيرًا في فلسفة التربية المعاصرة. يعرف إيغان هذا الكتاب في مقدمته على أنه قرين لعمله السابق العقل المتعلم.

## الحجج الرئيسية
يقول كيران إيغان في مقدمته: «أريد أن أتناول هنا حقيقة أن معظم ما يعتقده الناس عن التربية اليوم هي معتقدات خاطئة بطرق أساسية نسبيًا.» ووفقًا لإيغان، فإن هربرت سبنسر كان واحدًا من الشخصيات الرئيسية في انتشار أسس التربية التقدمية. وقد دافع جون ديوي بصورة أكبر عن هذه الأفكار ودعمها جان بياجيه بالبحث والكتابة. ويتلخص زعم إيغان في أن هذه الأسس معيبة على نحو جوهري. The core tenets of التقدمية التي يشكك فيها هي: فكرة أن الأشياء (التربية بالأخص) دائمًا ما تنتقل من البسيط إلى المعقد، وفكرة إمكانية معاملة مسائل العقل مثل تلك التي تتعلق بالجسم البيولوجي، وأن كل مراحل تربية الطفل يجب أن تحدث مثلما يتعلم الطفل أثناء اللعب. وهو يشكك أيضًا في الدعوة إلى النفعية في مجال التربية وقيمة البحث التربوي. وفي هذا الكتاب، يطرح إيغان أمثلة ومنطقًا استنادًا إلى الحجج التي تتصدى لهذه الأفكار.

## النقد
تم انتقاد الكتاب لعدم تقديم الحلول المناسبة للمشاكل التي يكشف النقاب عنها في التربية.